# هيرمان فيشمان
هيرمان فيشمان (بالإنجليزية: Herman Fishman)‏ هو لاعب كرة قاعدة أمريكي، ولد في 7 مارس 1917، وتوفي في 14 ديسمبر 1967.